# 亚历克斯·普林
亚历克斯·普林（英語：Alex Pullin，1987年9月20日—2020年7月8日）是一名澳大利亚前男子单板滑雪运动员，主攻障碍追逐项目，曾参加2010年、2014年和2018年三届冬季奥林匹克运动会，获得过两枚世界锦标赛金牌。

## 早年生活
普林于1987年9月20日在维多利亚州曼斯菲尔德出生。他在三岁时开始和父母一起滑雪，八岁时开始练习单板滑雪。他选择以障碍追逐作为自己的主攻项目，称障碍追逐项目是“单板滑雪比赛最纯粹的形式”。他的父母拥有一家滑雪装备租赁店。

## 运动生涯
普林于2003年参加了世界单板滑雪锦标赛，完成了自己的国际主要比赛首秀。2007年2月，他在日本富良野市完成了自己的单板滑雪世界杯分站赛首秀。
普林职业生涯期间参加过2010年温哥华冬奥、2014年索契冬奥和2018年平昌冬奥。2010年温哥华冬奥，他在资格赛中以1分20秒15排名第1位，之后他在1/8决赛中以小组第3的排名无缘下一轮，结果以第17名的排名结束该届冬奥之旅。2014年索契冬奥，他获选为澳大利亚代表团开幕式旗手。比赛中，他在1/4决赛以小组第4被淘汰，最终获得第13名。2018年，普林第三次出战冬奥，比赛期间他一路闯关进入大决赛，决赛过程中，他不慎跌倒，最终排名第6。他的队友贾里德·休斯虽然获得银牌，但由于两人间存在个人恩怨，普林并未表达祝贺。
普林自2003年首次参加单板滑雪世锦赛以来，参加了九届世锦赛，共收获两枚金牌和一枚铜牌。两枚金牌分别来自于2011年世锦赛和2013年世锦赛，铜牌则来自于2017年世锦赛。其中2011年世锦赛的金牌令他成为历史上首位获得世锦赛单板滑雪障碍追逐项目冠军的澳大利亚选手，而2013年世锦赛的金牌则令他成为历史上首位在冬季项目世锦赛同一小项上成功卫冕的澳大利亚选手。普林最后一次参加世锦赛是在2019年，当时他在1/4决赛以小组第三的成绩被淘汰，最终位列第9。
2020年，普林决定结束运动生涯。

## 去世
2020年7月8日，普林在昆士兰州黄金海岸棕榈海滩边的人工鱼礁捕鱼时溺水身亡，年仅32岁。他被带出水面后，救生人员曾对他进行约45至50分钟的心肺复苏，但未能拯救他的生命。